# Detentor de rezervă
Detentorul de rezervă este un detentor special prevăzut pentru a putea fi folosit în cazul defectării accidentale a detentorului principal. 
Detentorul de rezervă este de fapt un etaj II, racordat printr-un furtun mai lung la ieșirea de joasă presiune a etajului I al detentorului, ce alimentează etajul II principal și ținut în rezervă, urmând a fi utilizat în caz de necesitate.
Detentorul de rezervă constituie un sistem de siguranță pentru cazul în care etajul II principal, al aparatului autonom de respirat sub apă se defectează. 
Poate fi folosit și de un alt scafandru, în caz de urgență, când rezerva de aer a acestuia s-a epuizat. În acest caz, ambii scafandrii vor respira în tandem din același aparat de respirat, dar din detentoare diferite, ridicându-se împreună spre suprafața apei.
Detentorul de rezervă trebuie fixat de vesta de salvare, gata de a fi folosit în caz de nevoie. Detentorul de rezervă este o piesă de echipament deosebit de importantă pentru creșterea siguranței în scufundare, devenind în ultimul timp o componentă de bază. Pentru scufundările la epave, scufundările în peșteri, sub gheață sau în cazul scufundărilor cu dificultate sporită, prevederea detentorului de rezervă este obligatorie. 